# Günter Behnisch

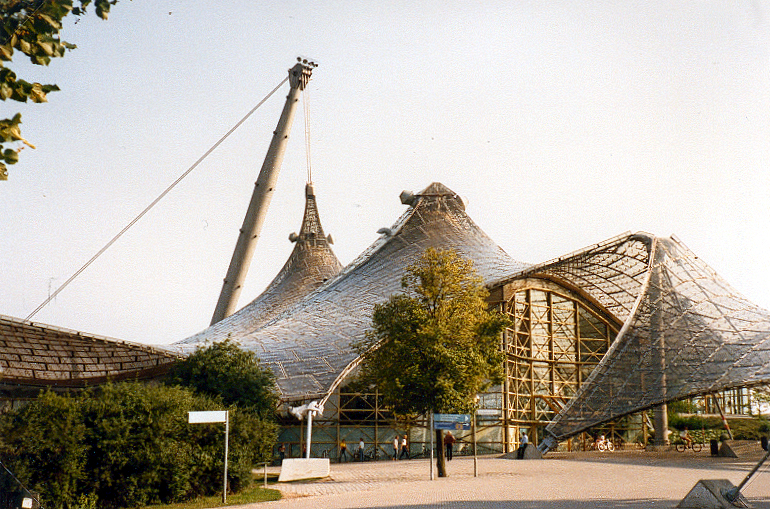
Olympiastadion in München (1972)

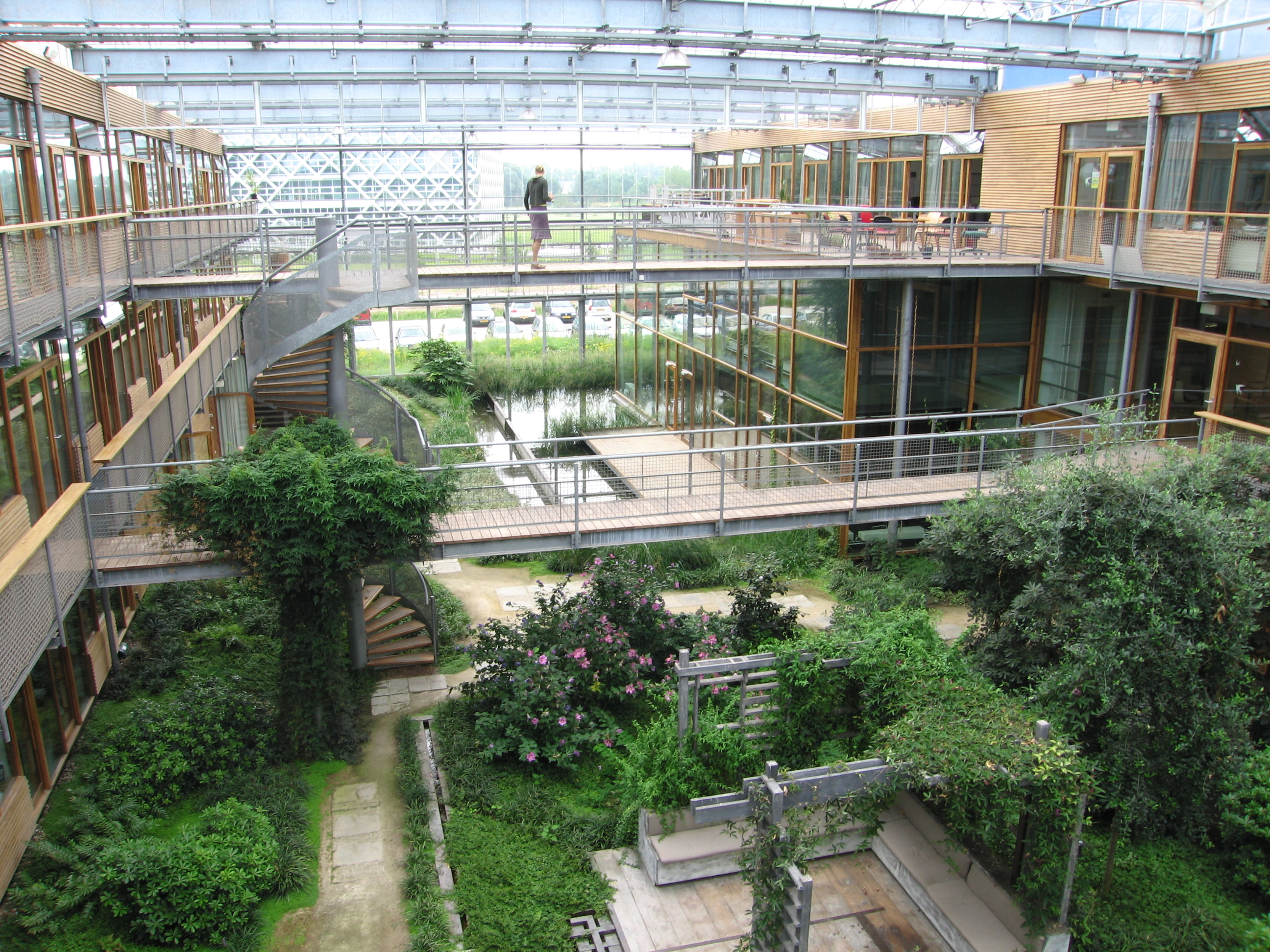
Lumengebouw, Universiteit van Wageningen

Günter Behnisch (Lockwitz, Dresden), 12 juni 1922 – Stuttgart, 12 juli 2010) was een Duits architect. Hij was een der belangrijkste vertegenwoordigers van het deconstructivisme. Zijn meest bekende werk is wel het Olympiastadion in München.
Behnisch had architectenbureaus in Stuttgart (sinds 1952) en Los Angeles (sinds 1999).

## Biografie
Behnisch bracht de eerste jaren van zijn leven door in Dresden. In 1934 verhuisde hij met zijn familie naar Chemnitz. In 1939 werd hij, toen hij net 18 jaar oud was, opgeroepen voor de Wehrmacht. Tijdens de Tweede Wereldoorlog was Behnisch U-boot-commandant en werd door de Britten gevangengenomen. In 1947 keerde hij terug naar Duitsland, waarna hij van 1947 tot 1951 architectuur studeerde aan de Universiteit van Stuttgart. In de periode 1951-52 had hij een baan in Stuttgart bij het architectuurbureau van Rolf Gutbrod. In 1952 richtte Behnisch zijn eigen bureau op, dat hij tot 1956 samen met Bruno Lambart runde. In 1956 werd het bureau Behnisch & Partner opgericht, dat Behnisch steeds samen met een of enkele partners bestuurde. Van 1967 tot 1987 was Behnisch hoogleraar aan de Technische Universiteit Darmstadt. In 1982 werd hij benoemd tot lid van de Akademie der Künste in Berlijn en in 1984 tot eredoctor van de Universiteit van Stuttgart. In 1996 werd hij ook lid van de toen net opgerichte Saksische Kunstacademie in Dresden.
Behnisch was getrouwd. Zijn zoon Stefan richtte in 1989 het dochterbureau Behnisch Architekten op, dat inmiddels wereldwijd opereert.

## Werken (selectie)
- 1972 Olympiastadion in München
- 1992 Plenaire vergaderzaal van de Bondsdag in Bonn
- 1997 Landesgirokasse in Stuttgart
- 2002 Landesgirokasse in Hannover
- 2003 Genzyme Center in Cambridge (Massachusetts)
- Centrum voor Cellulair en Biomoleculair Onderzoek in Toronto